# Paracardiophorus
Paracardiophorus är ett släkte av skalbaggar som beskrevs av Schwarz 1895. Paracardiophorus ingår i familjen knäppare.
Släktet innehåller bara arten Paracardiophorus musculus.